# Mike Myers
Michael John "Mike" Myers, född 25 maj 1963 i Scarborough, Ontario, är en kanadensisk-amerikansk skådespelare, komiker, regissör, producent och manusförfattare.
Myers, som har brittiska föräldrar, började sin karriär på diverse TV-serier, mest nämnvärt Saturday Night Live mellan åren 1989 och 1995. Därefter tog filmkarriären över och han gick vidare och var stjärnan i en mängd komedifilmer, bland annat Wayne's World, filmerna om den internationella spionen Austin Powers och de animerade filmerna om träsktrollet Shrek.

## Filmografi
- 1975 – King of Kensington (TV-serie)
- 1979 – The Littlest Hobo (TV-serie)
- 1980 – Bizarre (TV-serie)
- 1985 – John and Yoko: A Love Story (TV-serie)
- 1987 – It's Only Rock & Roll (TV-serie)
- 1989 – Saturday Night Live (TV-serie)
- 1992 – Wayne's World
- 1993 – Wayne's World 2
- 1993 – En brud på hugget (So I Married an Axe Murderer)
- 1997 – Austin Powers: Hemlig internationell agent
- 1998 – The Thin Pink Line
- 1998 – Studio 54
- 1998 – Pete's Meteor
- 1999 – Austin Powers: The Spy Who Shagged Me
- 1999 – Mystery, Alaska
- 2001 – Shrek (röst)
- 2002 – Austin Powers in Goldmember
- 2003 – Nobody Knows Anything!
- 2003 – View from the Top
- 2003 – Katten
- 2004 – Shrek 2 (röst)
- 2006 – Home (dokumentär)
- 2007 – Shrek den tredje (röst)
- 2008 – Love Guru
- 2009 – Inglourious Basterds
- 2010 – Shrek - Nu och för alltid (röst)
- 2012 – Oscar Etiquette (kortfilm)
- 2014 – Supermensch: The Legend of Shep Gordon (dokumentär, regissör)
- 2015 – I Am Chris Farley (dokumentär)
- 2017 – The Gong Show (TV-serie)
- 2018 – Terminal
- 2018 – Bohemian Rhapsody
- 2022 – Amsterdam
- 2026 – Shrek 5 (röst)